# Стародонской
Стародонской — хутор в Иловлинском районе Волгоградской области России. Входит в состав Озерского сельского поселения. Население 31 чел. (2010) .

## История
В соответствии с Законом Волгоградской области от 14 марта 2005 года № 1027-ОД «Об установлении границ и наделении статусом Иловлинского района и муниципальных образований в его составе», хутор вошёл в состав образованного Озерского сельского поселения.

## География
Расположен в центральной части региона, в степной зоне, у реки Дон, в южной части Приволжской возвышенности. Разбит хутор на 2 обособленных квартала.
Уличная сеть состоит из четырёх географических объектов: ул. Атаманская, ул. Каргинская, ул. Набережная, ул. Речная
Абсолютная высота 45 метров над уровнем моря.

## Население
| 2010 |
| ---- |
| 31   |

Гендерный состав
По данным Всероссийской переписи населения 2010 года в гендерной структуре населения из 31 человека мужчин — 19, женщин — 12 (61,3 и 38,7 % соответственно).
Национальный состав
Согласно результатам переписи 2002 года, в национальной структуре населения
русские составляли % из общей численности населения в чел..

## Инфраструктура
Личное подсобное хозяйство.
Ведется газификация хутора. Строительство газопровода в х. Стародонской включено в областную целевую программу «Газификация Волгоградской области на 2013—2017 годы»

## Транспорт
Просёлочные дороги.